# Colombianos y Colombianas por la Paz
Colombianas y colombianos por la Paz (CCPP) fue una iniciativa ciudadana de intercambio epistolar impulsada por la senadora Piedad Córdoba, que tuvo una importante repercusión entre los años 2008 y 2012, periodo en que la sociedad civil apoyó el intercambio humanitario y pidió por la liberación de secuestrados de las FARC, acción materializada con intercesión humanitaria de la Cruz Roja Internacional.
Se consideró un hecho político novedoso y exitoso en Colombia por utilizar como argumento el artículo 22 de la constitución de Colombia de 1991 referente a que la Paz es un deber y un Derecho de obligatorio cumplimiento, se abogó y se logró la libertad de militares, policías y políticos secuestrados tras un largo cautiverio en manos del grupo insurgente. El símbolo del movimiento humanitario fueron las margaritas blancas que se entregaban a los recién liberados al recobrar su libertad.
De la iniciativa hicieron parte académicos, activistas de derechos humanos, políticos, exmagistrados, escritores, artistas, actores y un sinnúmero de personalidades colombianas.